# Sportovec roku 2006

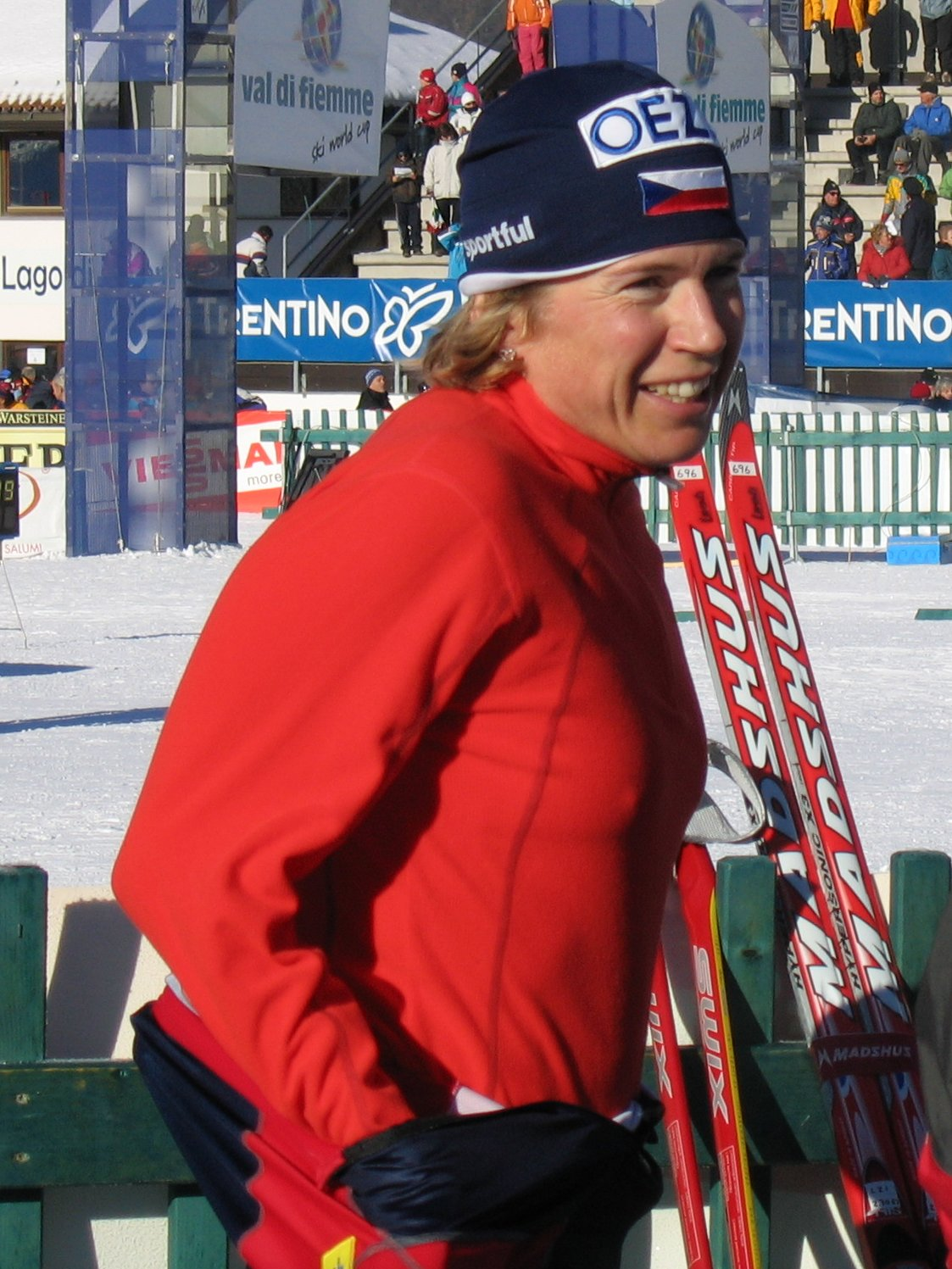
Kateřina Neumannová

Sportovec roku 2006 byl 48. ročník ankety Sportovec roku a čtrnáctý v samostatném Česku. Vítězem se stala běžkyně na lyžích Kateřina Neumannová, která toho roku na hrách v Turíně v posledním závodě kariéry vybojovala senzační zlatou olympijskou medaili. V kategorii kolektivů prvenství uzmula česká hokejová reprezentace, která na stejných olympijských hrách získala bronz a na světovém šampionátu v Rize stříbro. Cenu Emila Zátopka pro sportovní legendu v roce 2006 převzala Martina Navrátilová, nejúspěšnější tenistka historie, a to navzdory tomu, že většinu svých úspěchů získala v dresu Spojených států, kam emigrovala. Její odchod z vlasti byl také důvod, proč se v anketě Sportovec roku nikdy v minulosti neobjevila ani v první desítce.

## První desítka jednotlivci
1. Kateřina Neumannová (lyžování) - 1807 bodů
2. Jaromír Jágr (lední hokej) - 1351 bodů
3. Lukáš Bauer (lyžování) - 1176 bodů
4. Roman Šebrle (atletika) - 1123 bodů
5. Jakub Janda (skoky na lyžích) - 1098 bodů
6. Petr Čech (fotbal) - 975 bodů
7. Barbora Špotáková (atletika) - 858 bodů
8. Martina Sáblíková (rychlobruslení) - 609 bodů
9. Tomáš Rosický (fotbal) - 571 bodů
10. Tomáš Janků (atletika) - 537 bodů

## První trojka družstva
1. česká hokejová reprezentace - 436 bodů
2. basketbalistky Gambrinus Brno - 413 bodů
3. česká fotbalová reprezentace - 233 bodů

## Junioři
1. Martina Sáblíková (rychlobruslení)
2. David Svoboda (moderní pětiboj)
3. Petr Hradecký (biatlon)

## Sportovní legenda
- Martina Navrátilová